# Patrick Manoukian
Patrick Manoukian, noto anche con lo pseudonimo di Ian Manook (Meudon, 13 agosto 1949), è uno scrittore, giornalista e editore francese di origini armene.

## Biografia
Grande viaggiatore, all'età di 18 anni intraprende un viaggio tra gli Stati Uniti ed il Canada in autostop, che lo porta a percorrere 40000 km in due anni. Effettua studi di diritto e di scienze politiche presso la Sorbona, oltre a studi di giornalismo presso l'Istituto francese di giornalismo dell'Università Panthéon-Assas.
Riparte in seguito alla volta dell'Islanda, del Belize e del Brasile.
Di ritorno in Francia, collabora come giornalista a rubriche turistiche su Le Figaro, Télé Magazine, Top Télé, Vacances Magazine e Partir.
Nel 1987 crea la società Manook, una agenzia pubblicitaria specializzata nella comunicazione per il turismo.
Nel 2013 firma con lo pseudonimo Ian Manook un romanzo poliziesco intitolato Yeruldelgger - Morte nella steppa che si aggiudica il Premio SNCF du polar nel 2014. A questo titolo seguono Tempi selvaggi e La morte nomade che completano la trilogia che vede protagonista Yeruldelgger, un commissario di polizia di Ulan Bator che indaga su crimini efferati sullo sfondo di una società in bilico tra tradizione e modernità (la trilogia è tradotta da Maurizio Ferrara ed edita da Fazi).
| Controllo di autorità | VIAF (EN) 305312511 · ISNI (EN) 0000 0001 2069 6146 · LCCN (EN) no2017005901 · GND (DE) 1175515531 · BNE (ES) XX5633934 (data) · BNF (FR) cb165197125 (data) · J9U (EN, HE) 987007406736505171 |